# Fuchshardtkapelle (Bad Honnef)

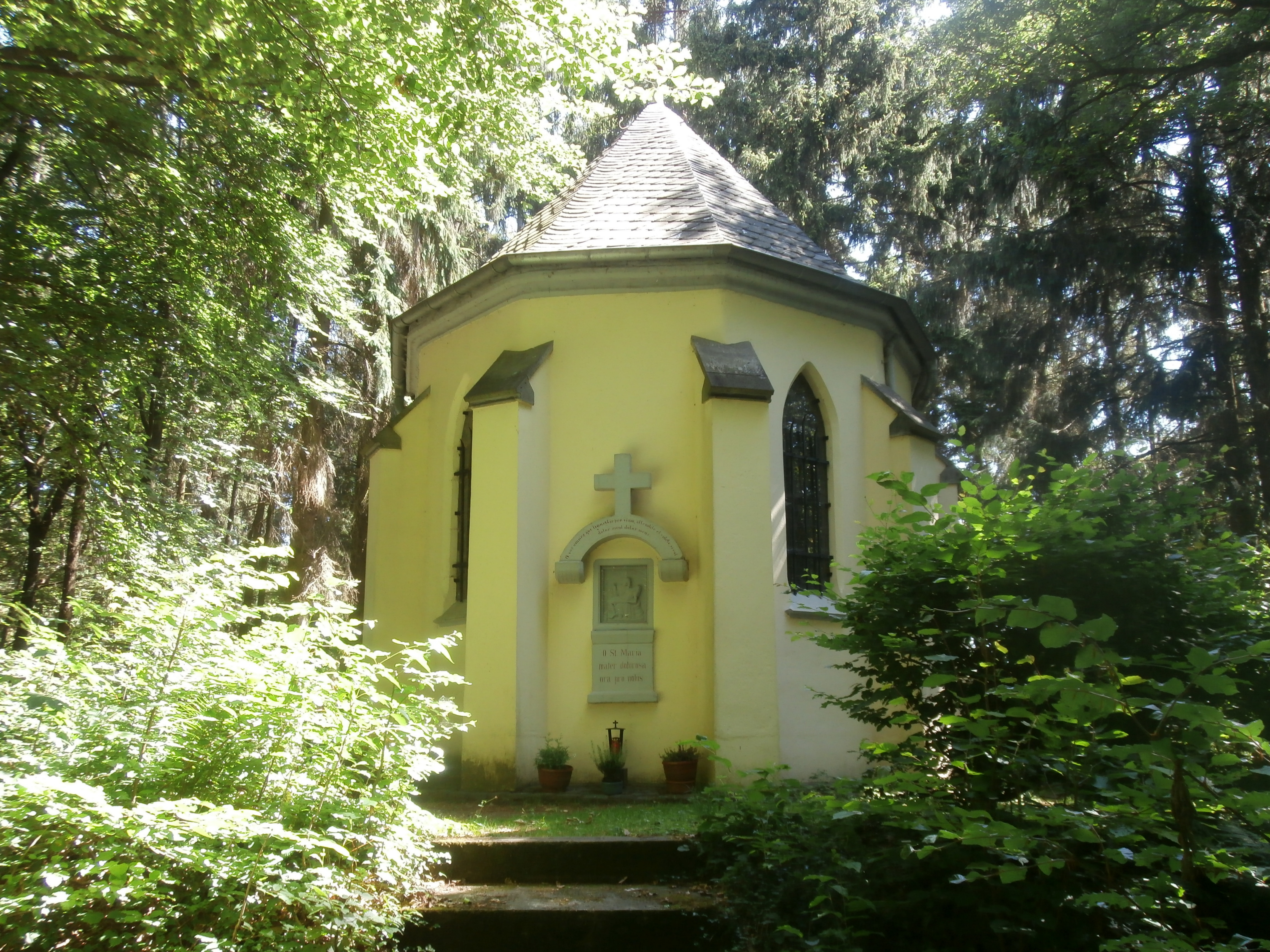
Fuchshardtkapelle, Rückansicht (2015)

Die Fuchshardtkapelle ist eine Waldkapelle in Bad Honnef, einer Stadt im nordrhein-westfälischen Rhein-Sieg-Kreis. Sie wurde 1872 zu Ehren der Schmerzhaften Mutter (Mater Dolorosa) errichtet.

## Lage
Die Fuchshardtkapelle liegt knapp ein Kilometer östlich des Stadtzentrums auf einer 198,4 m ü. NHN hohen Anhöhe („Fuchshardt“) am südlichen Rande des Siebengebirges, die sich naturräumlich jedoch den Honnefer Terrassenhügeln als einer Untereinheit des Rheinwesterwälder Vulkanrückens (Niederwesterwald) zuordnen lässt. Zugänglich ist sie nur auf Fußwegen, die unter anderem von der Bergstraße sowie von Hohenhonnef ausgehen. Der Gewann-Name In der Fuchshardt bedeutet „Fuchswald“.

## Geschichte
Anstelle der späteren Kapelle befand sich zunächst ein schlichtes Holzkreuz, ab Mitte des 19. Jahrhunderts ein auf Veranlassung des Honnefer Kaplans Dohmen († 1849) errichtetes Heiligenhäuschen mit einem Bild der Schmerzhaften Mutter (Mater Dolorosa). Es wurde mit ein paar Bänken ausgestattet. Das Heiligenhäuschen verwitterte zuletzt rasch und war zudem dem sonn- und auch wochentäglichen Pilgerstrom nicht gewachsen.
Zum Bau des Gotteshauses führte das Gelübde des Schlossermeisters Wilhelm Lemmerz um 1870, eine Kapelle zu erbauen, sofern seine Frau wieder gesunden sollte. Ein Verein zur Errichtung einer Bethalle auf der Fuchshardt wurde gegründet und zu dessen Präsidenten der Dechant Johann Heinrich Emans († 1880), Pfarrer der katholischen Kirchengemeinde, gewählt. Gemeinsam mit Bekannten sammelte Lemmerz Gelder in der Gemeinde und bewegte die Eigentümer der bei dem Heiligenhäuschen gelegenen Waldparzellen, den für den Bau der Kapelle benötigten Grund und Boden von 3 Ar 65 m² an die Kirchengemeinde abzutreten. Nachdem Dechant Emans die Baugenehmigung beantragt hatte, erfolgte am 8. Juli 1872 durch ihn die Grundsteinlegung. Die Arbeiten wurden durch Lemmerz und weitere Handwerker, die überwiegend dem Verein St. Josef-Bauhandwerker (später in St. Josef-Meisterverein umbenannt) angehörten, im Wesentlichen ehrenamtlich durchgeführt und nahmen Kosten von 700 Reichstalern in Anspruch. Am 15. Dezember 1872 konsekrierte Emans die fertiggestellte Kapelle. Am 3. August 1873 folgte die Einweihung einer von Reichsfreifrau Augusta von Waldbott-Bassenheim geborene Bongart (* 1807), Schwester der Stifterin der Rommersdorfer Annakapelle Odilia Carolina von Bongart, gestifteten und von Nikolaus Elscheidt geschaffenen Pietà. In der Kapelle wurde wöchentlich eine Messe für die katholischen Patienten der 1892 fertiggestellten Lungenklinik Hohenhonnef abgehalten, bis diese 1912 an die Landesversicherungsanstalt Rheinland verkauft wurde und eine eigene Hauskapelle erhielt. Aus dem Jahr 1901 entstammt ein nicht ausgeführter Entwurf des Honnefer Architekten Ottomar Stein für einen Turmanbau an die Kapelle. 1929 wurde der bis dahin steile Aufstiegsweg zur Kapelle verlegt.
Gegen Ende des Zweiten Weltkriegs im März 1945 wurde die Kapelle bei den Kampfhandlungen im Siebengebirge beschädigt. 1951 erfolgte daher eine umfangreiche Sanierung der Kapelle durch den St. Josef-Meisterverein, nach deren Abschluss sie am 16. September des Jahres neu geweiht wurde. Ebenfalls um diese Zeit wurde sie durch die Fällung umliegender Bäume freigelegt, sodass sie zeitweise im Stadtbild sichtbar war. Von 1970 bis 1971 fand eine Generalüberholung des Bauwerks, erneut durch Handwerker des St. Josef-Meistervereins statt. Ein neuer Anstrich folgte durch ehrenamtliche Helfer im Jahre 2008. Zweimal jährlich hält die örtliche Kolpingfamilie eine Messe in der Kapelle ab.

## Architektur
Die Kapelle ist ein vier Meter breiter und neun Meter langer Saalbau, der ausweislich der Spitzbogenfenster und des Maßwerks in neugotischen Formen errichtet ist. Der Chor ist mehrfach abgewinkelt, die Außenwand wird durch Strebe- und Stützpfeiler gegliedert. Eine Nische des Chors beinhaltet die steinerne Pietà des Kölner Bildhauers Nikolaus Elscheidt von 1873. Die Kreuzwegtafeln im Innern stammen von 1929/30 und sind das Werk einer Berliner Bildhauerin.

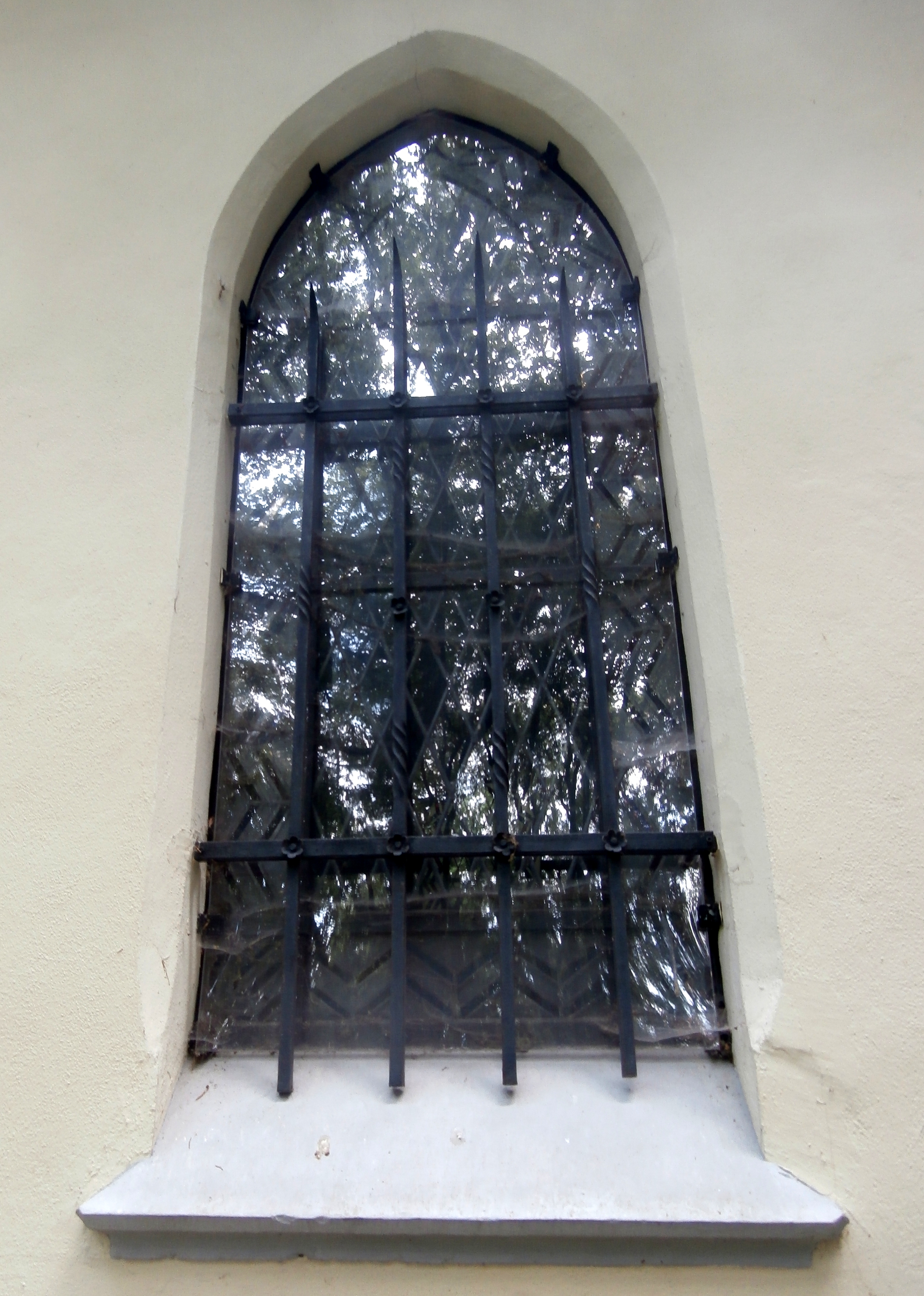
Spitzbogenfenster
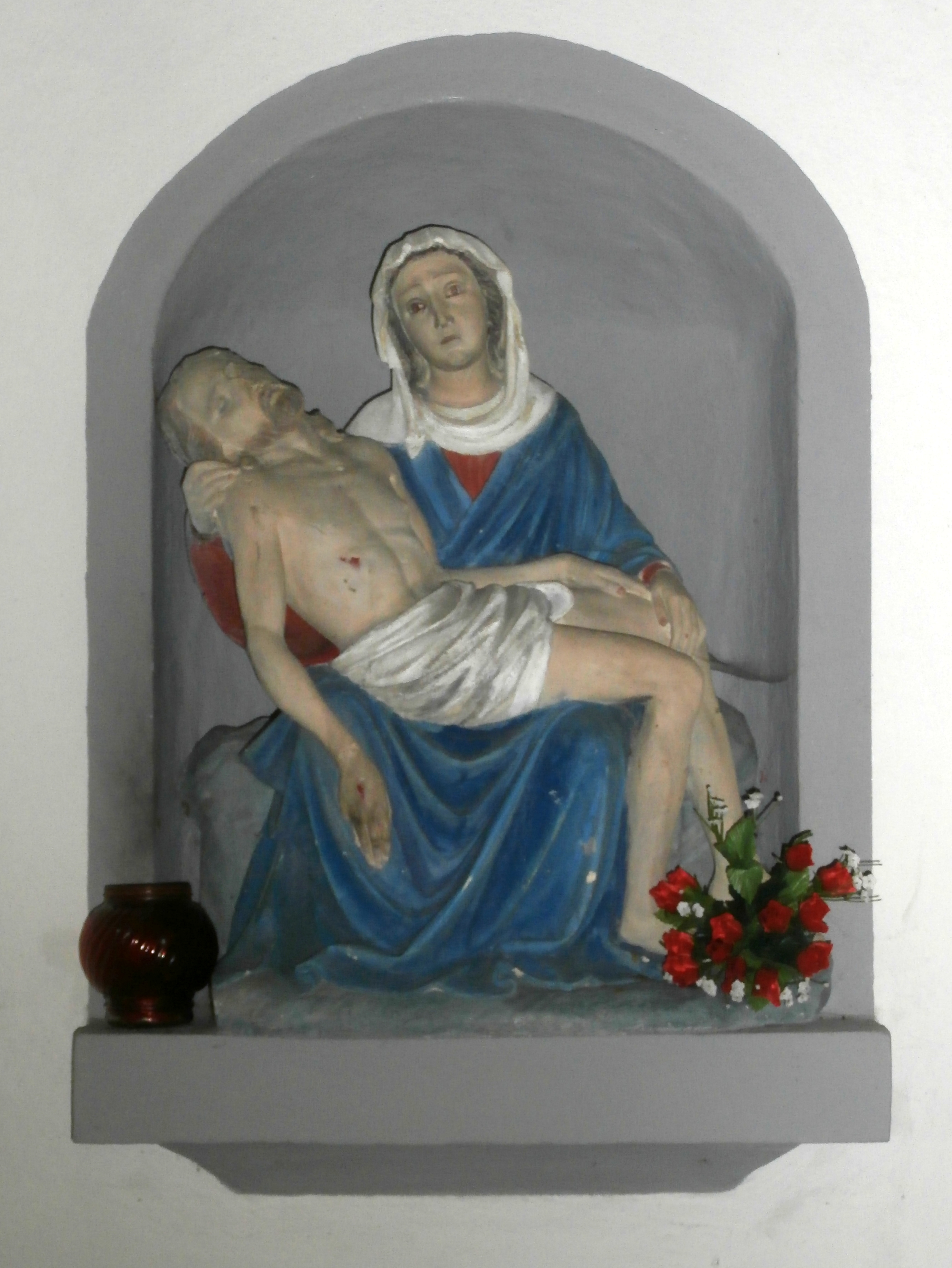
Pietà